# D RER-vonal
A D jelű RER vonal Párizs egyik elővárosi RER vasútvonala. Színe a térképeken zöld, hossza 190 km, ezzel a RER hálózat leghosszabb tagja. Összesen 59 állomás található rajta. 1987-ben nyitották meg, legutolsó hosszabbítása 2006-ban történt. Üzemeltetője az SNCF.
A járatot 145 millió utas használja évente (615 000 utas és 466 vonat naponta), ezzel az SNCF legforgalmasabb vonala.

## Végállomások
A D jelű vonalnak, a többi RER vonalhoz hasonlóan, szintén több végállomása van:
- Gare de Creil (észak)
- Gare de Corbeil-Essonnes (dél)
- Gare de Melun (dél)
- Gare de Malesherbes (dél)

## Járművek
Az E jelű vonalon általában az alábbi járműtípusok közlekednek:
- SNCF Z 5300 sorozat (23, 2017. december 20.)
- SNCF Z 5600 sorozat (19, 2017. augusztus 8.)
- SNCF Z 20500 sorozat (135, 2017. szeptember 10.)
- Bombardier Régio2N (2019. szeptember 2. – )